# Jelito cienkie

Przewód pokarmowy człowieka, z zaznaczonym jelitem cienkim

Jelito cienkie (łac. intestinum tenue) – najdłuższa część przewodu pokarmowego, położona pomiędzy żołądkiem a jelitem grubym, od którego oddziela się poprzez zastawkę krętniczo-kątniczą. W obrębie jamy brzusznej jelito cienkie zajmuje okolicę pępkową, podbrzuszną i obie okolice biodrowe, a częściowo też miednicę małą. Jego długość jest osobniczo zmienna, zależy też od wieku i od stanu skurczu błony mięśniowej. Średnia długość jelita cienkiego to 5–6 m, natomiast na zwłokach wynosi ona od 6 do 8. Średnica (czyli inaczej światło jelita) ma około 3 cm. U noworodków i dzieci jelito cienkie jest stosunkowo dłuższe niż u dorosłych – przypuszczalnie w związku z większą pojemnością jamy brzusznej.

## Podział anatomiczny
Jelito cienkie dzieli się na trzy podstawowe części. Są to, kolejno: dwunastnica, jelito czcze oraz jelito kręte. Stosunkowo ściśle daje się odgraniczyć jedynie dwunastnica; jelito czcze przechodzi w kręte bez wyraźnej granicy.

### Dwunastnica
Rurkowaty narząd o długości około 30 cm. Łączy się z żołądkiem, a następnie przechodzi w jelito czcze. Tutaj wpada żółć z wątroby oraz sok trzustkowy z trzustki (o odczynie zasadowym, w ilości około 2,5 litra na dobę). Przechodzi w jelito czcze na wysokości zgięcia dwunastniczo-czczego.

### Jelito czcze
Rurkowaty narząd o długości 2–5 m. W błonie śluzowej jelita cienkiego występują liczne gruczoły, wydzielające sok jelitowy lub zasadowy śluz (około 2 litrów na dobę). Błona śluzowa ma również mnóstwo malutkich, unerwionych wypustek, do których dochodzą bardzo cienkie naczynia krwionośne i limfatyczne. Każda wypustka (kosmek) pokryta jest mikrokosmkami. Wchłania mleczko pokarmowe i za pośrednictwem krwi dostarcza pożywienie do każdej żywej komórki organizmu. W jelicie czczym odbywa się zasadnicza część trawienia.

### Jelito kręte
W jelicie krętym zachodzi końcowe trawienie pokarmów. Jelito kręte kończy się zastawką krętniczo-kątniczą i przechodzi w jelito grube.

## Różnicowanie
Jelito czcze różni się od jelita krętego następującymi cechami:
- położenie anatomiczne (dystalnie położone jest jelito kręte);
- jelito kręte ma nieco mniejszą średnicę;
- jelito kręte ma więcej grudek chłonnych (znajduje się dalej od bakteriobójczego działania kwasu solnego); grudki chłonne są częściej skupione, a rzadziej samotne (inaczej niż w jelicie czczym).

## Funkcje
Funkcją jelit jest wchłanianie składników pokarmowych. Wewnątrz jelito pokryte jest wypustkami (kosmkami), które wchłaniają strawiony pokarm, skąd przechodzi on do organizmu.

## Unaczynienie i unerwienie

Tętnica krezkowa górna i jej gałęzie

Unaczynienie tętnicze jelita cienkiego wykazuje dużą zmienność, co powoduje, że w wielu przypadkach jego anatomia jest trudna do przewidzenia. Tętnica krezkowa górna odchodząca od przedniej ściany aorty daje zmienną liczbę odgałęzień tętnic jelitowych, które przebiegają w krezce jelita cienkiego. Początkowo biegną prosto, a dalej tworzą charakterystyczne „arkady” – zespolenia z sąsiednimi naczyniami. Unaczynienie dwunastnicy pochodzi od pnia trzewnego – zapewniają je gałązki tętnicy żołądkowo-dwunastniczej. Unerwienie jest autonomiczne i niezależne od woli. Jelita mają własny system rozrusznikowy, który odpowiada za perystaltykę – komórki Cajala.